# 正覚寺 (愛知県扶桑町)
正覚寺（しょうかくじ）は、愛知県丹羽郡扶桑町にある臨済宗妙心寺派の寺院。

## 沿革
創立は詳らかではないが、本尊の薬師如来像は742年（天平14年）に聖武天皇の勅命により行基が自作したと古記録に伝わる。かつては真言宗の巨刹であったが、度重なる火災により廃頽したことから、1509年（永正6年）に臨済宗の友峰宗益が再興し、中興の開山とする。1584年（天正12年）の小牧・長久手の戦いの際に伽藍をはじめ累世の宝器、文籍などが悉く焼失し、廃寺となり境内も狭められた。1959年（昭和34年）2月に現在の本堂が再建された。現在は本堂の他に、庫裏と経堂が建ち、町指定文化財の円空仏がある。
2025年（令和7年）、本堂が再建された。また、円空仏についても正面からガラス越しに見えるよう新たに展示場所を設けた。
尾北地方におけるキリシタン殉教地の1つでもある。

## 文化財
- 十二神将像（扶桑町指定有形文化財）[2] - 1974年（昭和49年）4月5日指定[5]。本尊薬師如来の両脇に、薬師如来を護る眷属として12体揃って安置されている。作者は円空で、寛文末から延宝初期（17世紀後半）の作と推定されている。12体全てが直径70cmほどの丸木を縦割りにした同木から作られており、円空の十二神将としては初期の作品である。大きさは63.4cmから76.5cmであり、額に干支が刻まれている。円空仏は愛知県、岐阜県の各地にあるが、十二神将は数が少ない。近隣では江南市の音楽寺に11体残されている。
- 大般若波羅密多経（扶桑町指定有形文化財）[2] - 1988年（昭和63年）1月25日指定[6]。1782年（天明2年）より1794年（寛政6年）まで13年間の年月をかけて元竜泉寺和尚是孝が書き写したもの。所々の巻末に法名、援助者、費用等が記されている。和装折本、縦30cm、横50cm、高さ30cmの文庫式木箱一箱に50巻入、漆塗り桐箱12箱。

## その他
境内に地区の集会場が建っている。

## 関連文献
- 青山玄「円空造仏の動機について」『日本研究 : 国際日本文化研究センター紀要』第2巻、国際日本文化研究センター、1990年3月、69-78頁、doi:10.15055/00000938、ISSN 0915-0900。
- 小島梯次「扶桑町・正覚寺及び江南市・音楽寺の円空作十二神将」『愛知県史研究』第15巻、愛知県、2011年3月、119-126頁、doi:10.24484/sitereports.116823-29314。

## 参考資料
- 1608年（慶長13年）の検地帳には、「丹羽郡前刀村正覚寺御縄除九畝歩」と記されている。
- 1692年（元禄5年）奉納の鰐口の銘に「丹羽郡斎藤村医王山正覚寺、元禄甲戌際四月吉祥日、奉掛御宝前総檀越村中」とある。
- 戦時中供出した梵鐘の銘に「尾州丹羽郡稲木荘斎藤邑、医王山正覚寺、天明八年戌甲二月再建立」とあった。